# Zigarettenfabrik Derwisch
Die Zigarettenfabrik Derwisch wurde 1935 in Hamburg gegründet und nach der Operation Gomorrha 1943 nach Niendorf – einem Ortsteil der Gemeinde Timmendorfer Strand an der Ostsee – verlagert und 1950 geschlossen. Das Unternehmen war in der Nachkriegszeit Schleswig-Holsteins größter Steuerzahler und Arbeitgeber von über 400 Menschen, zumeist Flüchtlingen aus den Ostgebieten.

## Geschichte

Bauunterlagen zum Umbau von Meyers Kurhotel

Bauunterlagen zur Fabrikationsstraße

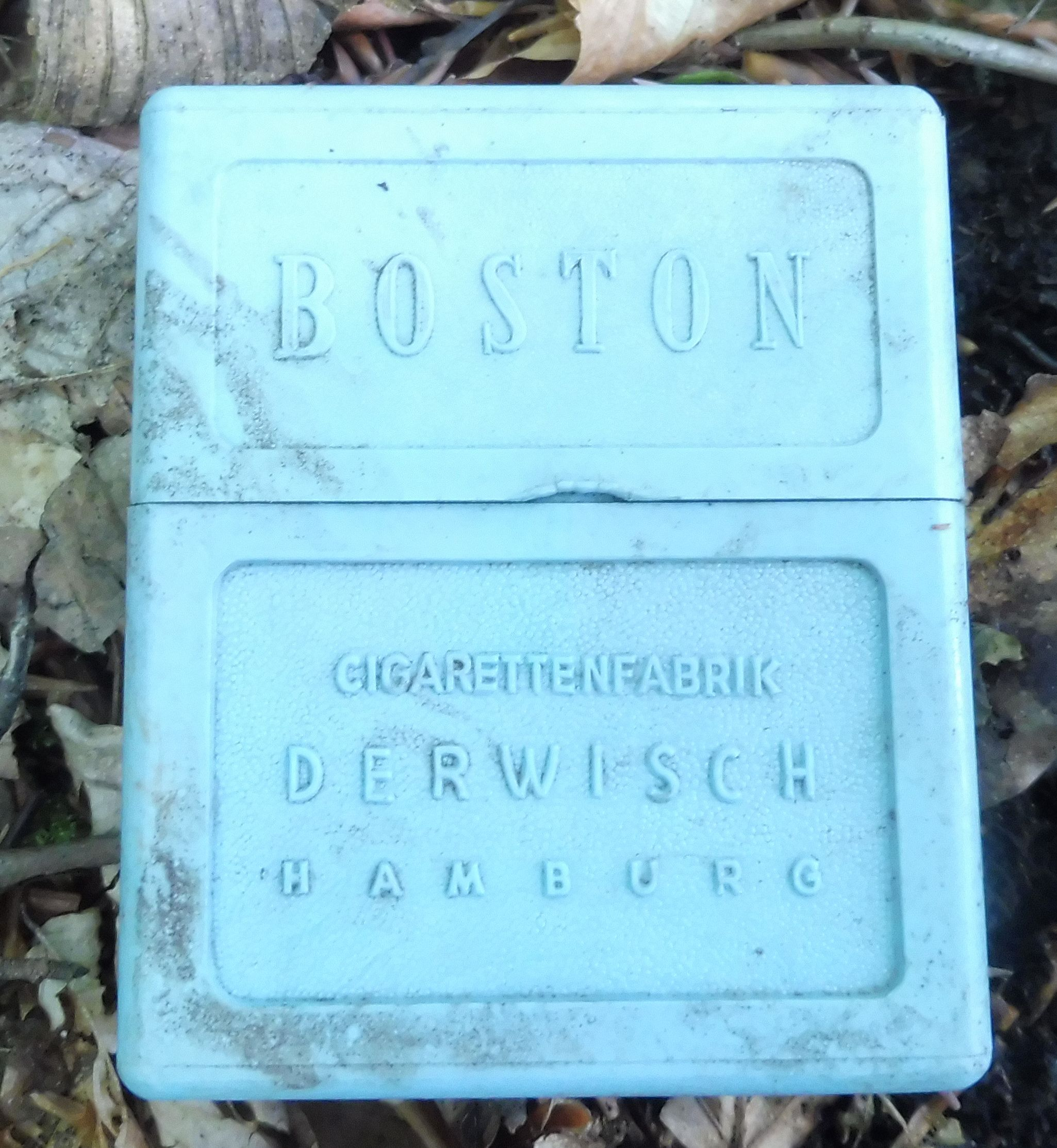
Schachtel der Marke Boston

Der spätere Zigarettenfabrikant Weli Djewdet Derwisch-Eren wurde 1896 als Veli Cevdet Derwiş im damaligen Selânik, Osmanisches Reich (heute Saloniki, Griechenland) geboren. Er absolvierte das Ingenieurstudium in Dresden, wo er in den 1920er Jahren als Werkstudent in der Zigarettenindustrie arbeitete und schließlich beruflich bedingt dorthin übersiedelte. In Dresden heiratete er auch seine Frau Else Franke. Am 8. November 1935 ließ Weli Derwisch seine Firma „Zigarettenfabrik Derwisch“ ins Handelsregister von Hamburg eintragen und eröffnete in Hamburg-Hammerbrook in der Spaldingstraße 2–10 die Produktionsstätte. Dieses Werk wurde am 28. Juli 1943 durch einen Bombenangriff zerstört. Um mit seiner Fabrikation anderswo wieder zu beginnen, siedelte Derwisch nach Niendorf/Ostsee und pachtete dort das Kurhotel Meyer an der Strandstraße Nr. 94. Er bekam auch das Recht, das Haus für seine Fabrik entsprechend umzubauen, so dass er im Herbst 1943 die Produktion von Zigaretten wiederaufnehmen konnte.
Der Vertrieb wurde aber weiterhin über ein Büro in Hamburg abgewickelt, weshalb Hamburg als Produktionsort angegeben wurde. Neben der Spielbank war Derwisch in den Nachkriegsjahren der größte Steuerzahler Schleswig-Holsteins.
Derwisch selbst wohnte zunächst in der Strandperle in Timmendorfer Strand und erwarb später das Köstersche Haus an der Rodenbergstraße, das er abreißen ließ und hier für seine Familie eine neue Villa baute, die man wegen ihres Aussehens und ihrer Lage Weißes Haus am Meer nannte und nennt.
Durch seine Staatsangehörigkeit war es ihm verhältnismäßig rasch gestattet worden, die Produktion unter der Besatzungsmacht wiederaufzunehmen. Zur Hochphase beschäftigte die Fabrik in Niendorf über 400 Werkstätige in zwei Schichten. Hundertmillionen Zigaretten hätten mit den vorhandenen Anlagen monatlich in einer Schicht hergestellt werden können, doch wegen der Kontingentierung musste man sich auf etwa 50 bis 60 Mill. beschränken.
Die Zigarettenmarken, die Derwisch damals herstellte waren die natürlich nikotinarme Contra-Nicotin, Port Said, Boston, Türkenstolz, Türken-Ernte, Colonel, Luxor und Schleswig-Holsteiner.
Der Konkurrenzkampf war seit dem Eintreffen amerikanischer Tabake zwischen vierzig im Westen Deutschlands gelegenen Zigarettenfabriken bald in aller Schärfe entbrannt. Derwisch bezog sein Rohmaterial aus seiner türkischen Heimat.
Das Rohmaterial bezog er aus den USA und dem Orient für rund 200 Millionen D-Mark jährlich. Derwisch wurde von der bizonalen Organisation Joint Export-Import Agency JEIA für Tabakkäufe im Orient autorisiert.
Ende 1948 beantragte Derwisch beim schleswig-holsteinischen Finanzminister hinsichtlich seiner Einkommensteuer die Zahlung eines jährlichen Pauschalbetrages von 200.000 D-Mark, was einem Zehntel seiner damaligen Einnahmen entsprach. Das Ministerium genehmigte diesen Betrag im Januar 1949.
Die Presse hatte sich in den Jahren vorher sehr mit diesem erstaunlichen Betrieb beschäftigt und des Öfteren davon berichtet. Natürlich ging es dabei in erster Linie um die Fabrikation. Doch manche Berichte griffen etwa auch die spektakuläre Villa an der Rodenbergstraße auf, weil sie so ungewöhnlich für die damalige Zeit war. Das ging so weit, dass der Bürgermeister der Großgemeinde Timmendorfer Strand Heinz Geiter in einer großformatigen Feststellung mit einem öffentlichen Aufruf dagegen Stellung bezog und sich in deutlichen Worten gegen diese besagten Schreiberlinge verwahrte, die den schwierigen Daseinskampf mit unsachlichen, unwahren und verdrehten Schilderungen bedachten, obwohl man ihn mit den erlaubten Mitteln freier und sauberer Wirtschaftsführung überstehen wollte. In der Feststellung Geiters wurde die Zigarettenfabrik Derwisch als einzige Firma namentlich erwähnt. Wir lassen es nicht zu, dass man diese Unternehmung durch unwahre Berichte verbittert.
Umso erstaunlicher ist die Entwicklung, die 1950 dazu führen sollte, dass Derwisch beschuldigt wurde, in seinem Betrieb die Steuerbanderolen für die Zigarettenpackungen gefälscht und Steuern hinterzogen zu haben. Schließlich wurde am 12. April 1950 wegen Verdunkelungsgefahr ein Haftbefehl gegen ihn erlassen. Die britische Militärregierung beanstandete zwar die Vorhergehensweise der Staatsanwaltschaft, doch diese blieb dabei, Derwisch habe sich die bisherige Steuerregelung erschlichen, obwohl seinerzeit betont wurde, die Zigarettenfabrik in Niendorf habe als vorbildliches freies Unternehmen auch karitative und soziale Werke in einzigartiger Weise unterstützt. Demgegenüber blieben die Staatsanwaltschaft und Finanzbehörden in der Presse bei ihren forsch vorgetragenen Beschuldigungen.
Mit dem 1. April 1950 war die Banderolensteuer vom Land auf den Bund übergegangen, der nun 12 Tage später mit 30 Beamten das Derwisch-Werk durchsuchte und von ihm die Anerkennung seiner Steuerschuld forderte. Wegen Verdunkelungsgefahr verhaftet und ins Marstallgefängnis am Burgtor in Lübeck gebracht, begann nun endgültig das Ende der Fabrik. Als seine Proteste, die Einschaltung der Militärregierung und des türkischen Generalkonsulates nichts nützten, kündigte er dem gesamten beschäftigten Personal. Es waren damals noch 76 Mitarbeiter. Die Beschäftigten beschlossen allerdings einen Tag später gemeinsam mit dem Gewerkschaftssekretär Niernkarn in Eutin, den Betrieb dennoch wieder in Gang zu bringen.
Wider Erwarten nahm alles ein schnelles Ende, da Derwisch sich in seiner Zelle im Marstallgefängnis nach neun Wochen Untersuchungshaft in der Nacht zum 11. Juni 1950 erhängte. Diese Todesnachricht zog neue Rätsel und Gerüchte nach sich, da nicht bekannt wurde, welche Motive Derwisch zu dieser Tat veranlasst hatten. Am 11. Juni 1950 wurde die Zigarettenfabrik geschlossen. Laut einem ausgiebig recherchierten Sonderberichts eines Hamburger Korrespondentens des Mannheimer Morgens vom 14. Juni 1950 unter dem Titel „Skandal um Zigaretten-Industriellen“ hinterließ Derwisch Vermögenswerte in Höhe von 20 Millionen DM.
Von den Gebäuden und Baracken, die in Niendorf zum Derwisch-Betrieb gehörten, stehen heute keine mehr. Das Fabrikgebäude an der Strandstraße wurde noch einige Jahre als Wäscherei genutzt, später jedoch abgerissen. Die von Derwisch genutzte Lagerhalle wurde später zunächst als Turnhalle in Niendorf genutzt. In dieser Lagerhalle wurden die Tabake gelagert, aber auch u. a. Zigarettenspitzen und Silberfolie für die Verpackungen aufbewahrt.
Die Fabrikationsbaracke wurde nach ihrem Abriss einige Jahre lang eingelagert und dann in der Nähe der Realschule mit einigen Ergänzungen wieder aufgebaut. Sie wurde für manche Zwecke wie Sportheim und Kantine, Unterkunft für Rettungsschwimmer und Polizeiverstärkung genutzt, bis sogar wegen Raumnot der neuen Schule dort zwei provisorische Klassenräume errichtet wurden, aus denen man um 1980 baulich zwei echte Klassen machte und die Baracke zu einem Pavillon verbesserte. Letztendlich wurde sie in den 1990er Jahren abgerissen. Die anderen, kleineren Baracken der Derwisch-Fabrik sind verschollen. Allerdings wurden sie ebenfalls vermutlich wegen ihres guten baulichen Zustandes demontiert und woanders aufgebaut. Bei ihnen handelt es sich um standardisierte Typ-Baracken, wie sie von der Wehrmacht verwendet wurden.
Ende September 2011 entsorgte die Gemeinde die letzte Baracke in der Hauptstraße.